# Canis
Canis este un gen format din 5 specii extante, care include câini, lupi, coioți, șacali, dingo și multe specii extincte.

## Etimologie
Denumirea Canis înseamnă "câine" în Latină. Cuvântul canine provine de la adjectivul, caninus ("de câine"), de la care a apărut termenul dinți canini. Familia canine au dinți canini evidențiați, pentru a ucide prada.

## Sistematica
Genul Canis cuprinde 6-7 specii existente și numeroase subspecii. 
- Genul Canis

Canis adustus – Șacalul dungat
Canis aureus – Șacalul auriu sau Șacalul asiatic sau Șacalul
Canis latrans – Coiotul sau Lupul preriilor
Canis lupus - Lupul cenușiu sau Lupul
Canis lupus familiaris – Câinele domestic sau Câinele
Canis lupus dingo – Câinele dingo sau Dingo
Canis mesomelas – Șacalul negru pe spate
Canis rufus – Lupul roșu
Canis simensis – Lupul abisinian, Lup etiopian

## Galerie

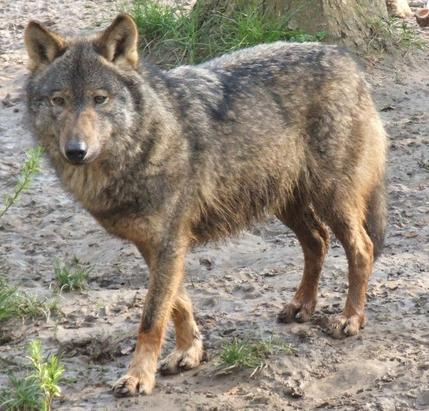
Lup cenușiu (Canis lupus)
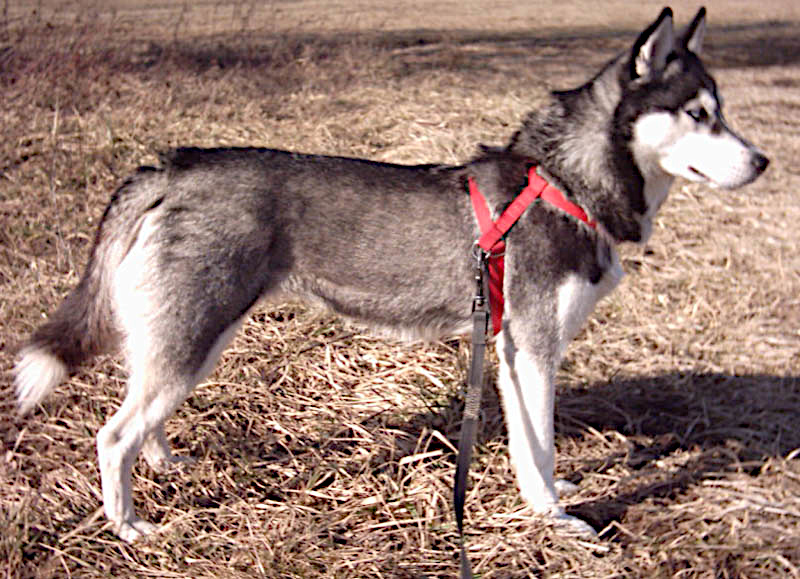
Câine (Canis lupus familiaris)
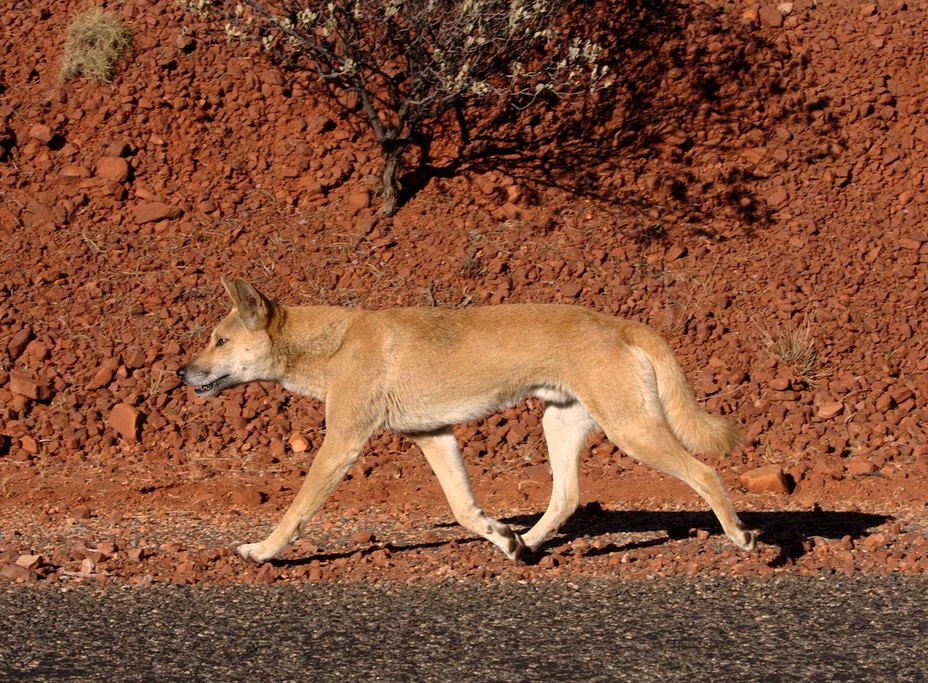
Dingo (Canis lupus dingo)
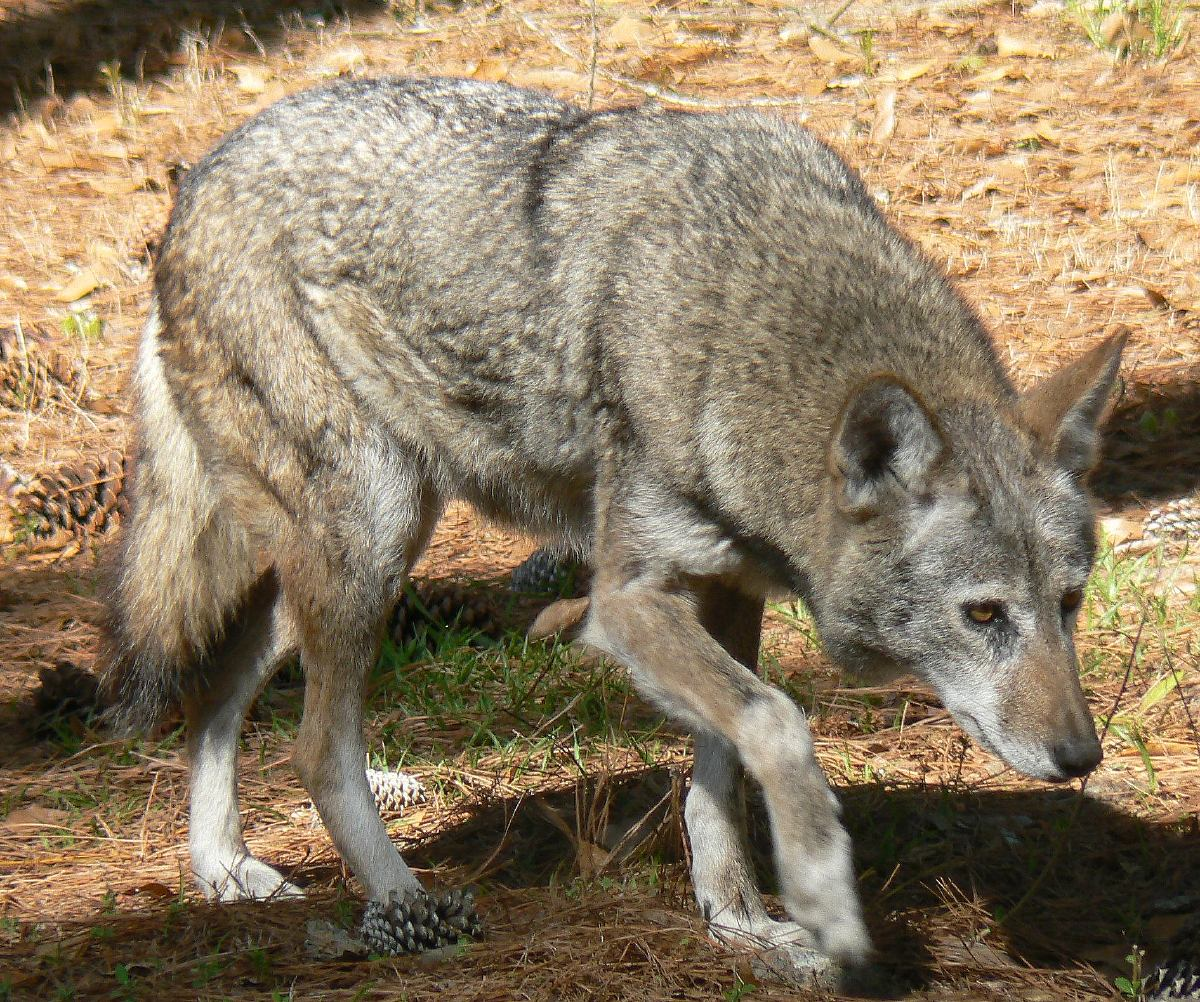
Lup roșu (Canis lupus rufus)
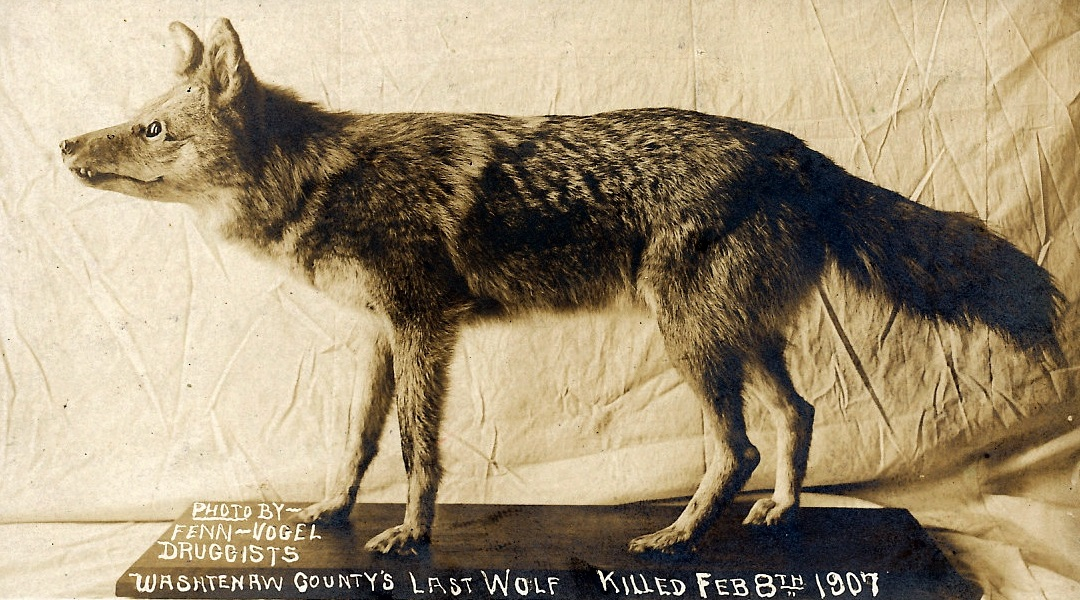
lupul nord-american (Canis lupus lycaon)
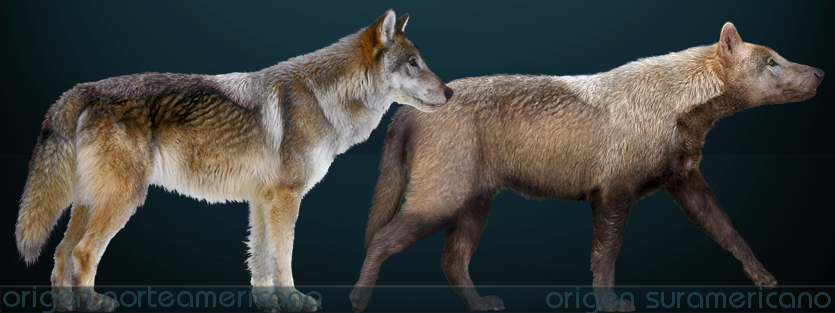
Canis dirus (Canis dirus)
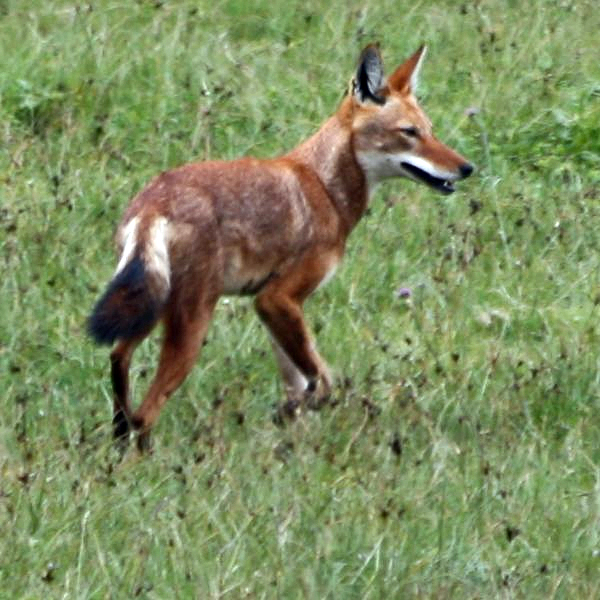
Lup Etiopian (Canis simensis)
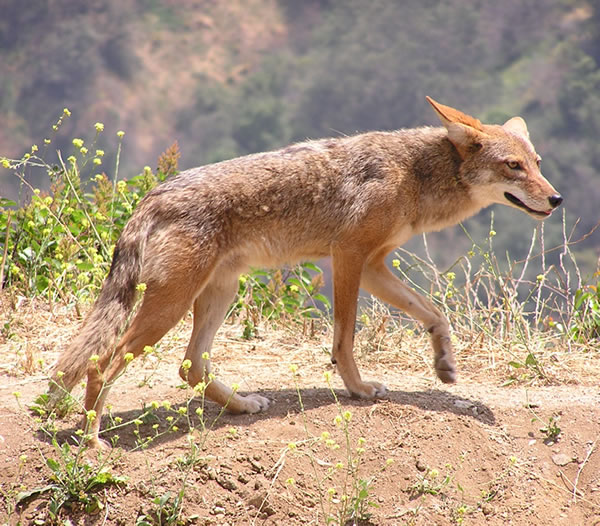
Coiot (Canis latrans)
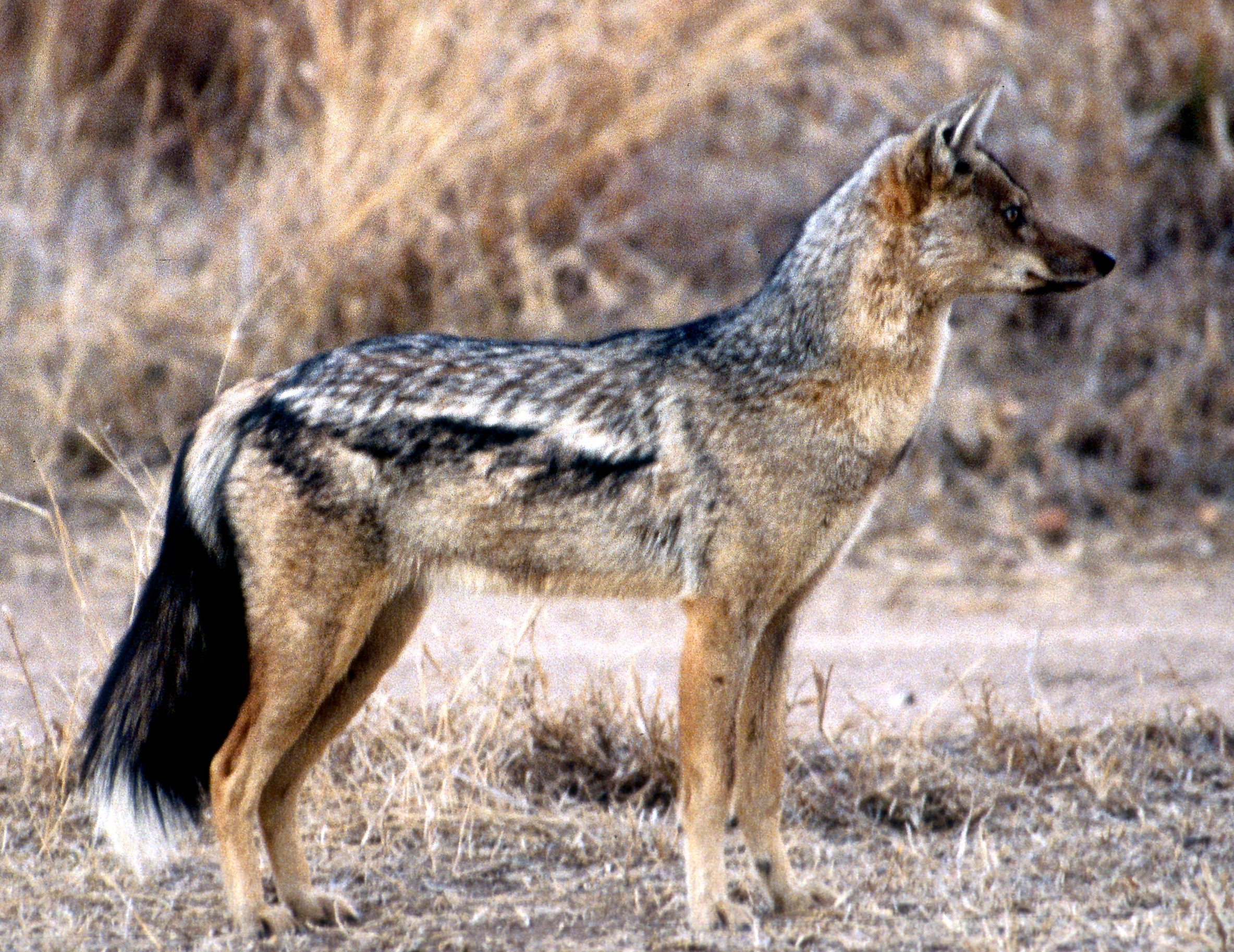
Șacal (Canis adustus)